# Cenves
 Cenves  est une commune française située dans le département du Rhône, en région Auvergne-Rhône-Alpes.

## Géographie
Cenves fait partie du Haut Beaujolais. Le village est environné de cols, au nord, celui du Carcan à 646 mètres et au sud, ceux de Boubon et de Sibérie, tous deux à 638 mètres et celui de Gerbet à 610 mètres.

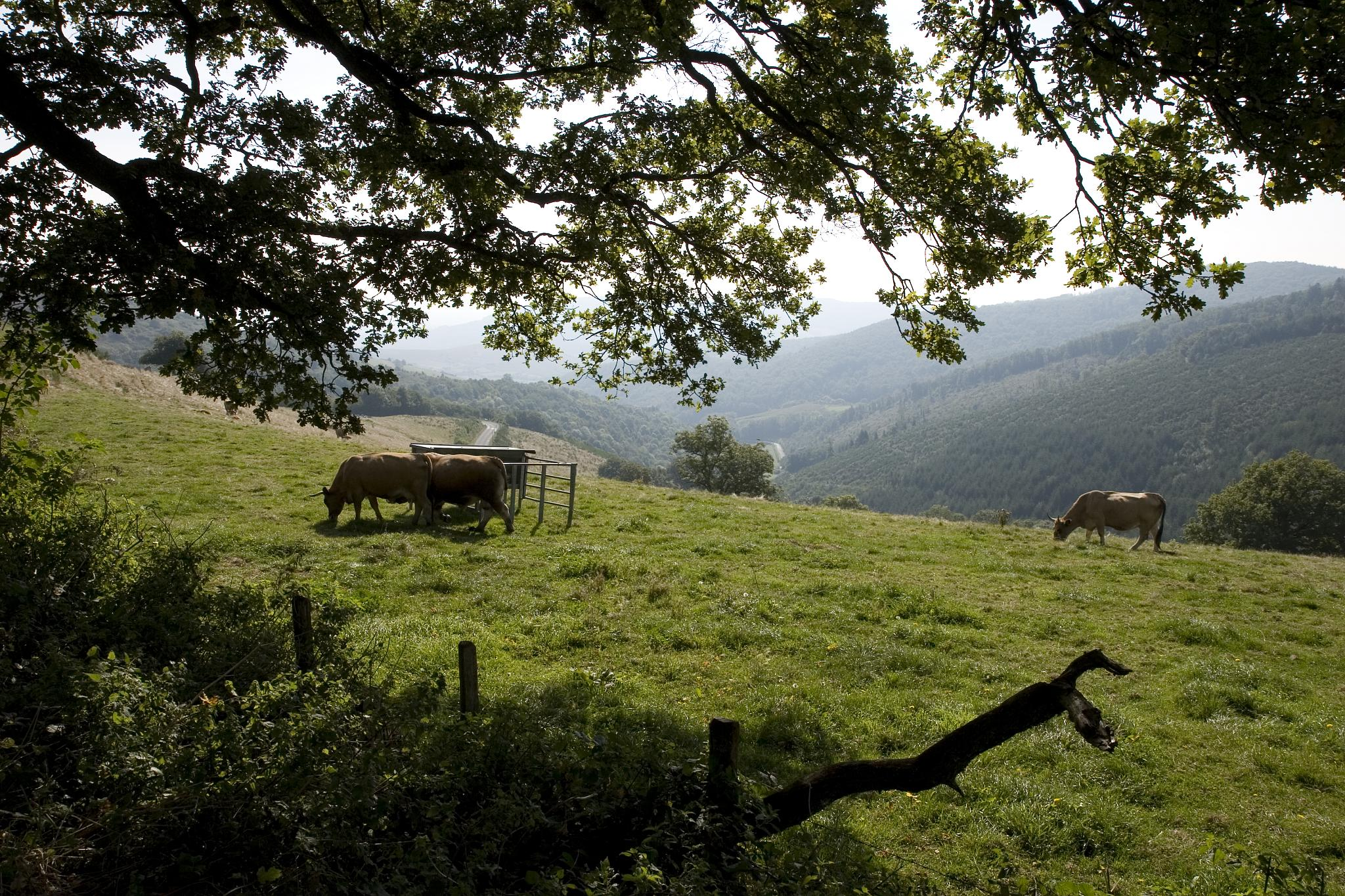
Le Col de la Sibérie, à quelques centaines de mètres de la source de la Petite Grosne.

La Petite Grosne, affluent de la Saône, prend sa source à Cenves.
La commune comprend 47 hameaux : 

La Baisse - la Barre - Vers le Bois - Bouchacourt - Bourbois - les Bressans - le Breuil - Bruyères - Burcerat - Burnaizé - Champburnay - les Chapuis - la Chevrette - le Closat - le Coin - les Coraillers - le Cotat - Crochet - Gerbet - les Gonons - La Grange-du-Bois - La Grange-Paisseaud - les Grolliers - Gronans - les Guérins - les Haires  les Hayes - les Jonnets - Lachat - les Luquets - les Millards - les Molliers - Montgeraud - Moulin-Paissaud - les Noyers - l'Oiseau - Paturat - Vers les Pins - les Places - Vers le Pont - les Poulets - Prémessins - les Roches - Rousset - Rudin - les Vernes - Vieux-Château.

### Communes limitrophes
Les communes limitrophes sont  Chasselas, Deux-Grosnes, Germolles-sur-Grosne, Juliénas, Jullié, Leynes, Pruzilly, Serrières, Solutré-Pouilly, Tramayes et Vergisson.

### Climat
Pour des articles plus généraux, voir Climat d'Auvergne-Rhône-Alpes et Climat du Rhône.
En 2010, le climat de la commune est de type climat des marges montargnardes, selon une étude du Centre national de la recherche scientifique s'appuyant sur une série de données couvrant la période 1971-2000. En 2020, Météo-France publie une typologie des climats de la France métropolitaine dans laquelle la commune est dans une zone de transition entre le climat semi-continental et le climat de montagne et est dans une zone de transition entre les régions climatiques « Bourgogne, vallée de la Saône » et « Nord-est du Massif Central ». 
Pour la période 1971-2000, la température annuelle moyenne est de 9,4 °C, avec une amplitude thermique annuelle de 16,4 °C. Le cumul annuel moyen de précipitations est de 974 mm, avec 11,8 jours de précipitations en janvier et 7,8 jours en juillet. Pour la période 1991-2020, la température moyenne annuelle observée sur la station météorologique de Météo-France la plus proche, « Vauxrenard », sur la commune de Vauxrenard à 7 km à vol d'oiseau, est de 9,8 °C et le cumul annuel moyen de précipitations est de 1 003,5 mm,. Pour l'avenir, les paramètres climatiques de la commune estimés pour 2050 selon différents scénarios d'émission de gaz à effet de serre sont consultables sur un site dédié publié par Météo-France en novembre 2022.

## Urbanisme

### Typologie
Au 1er janvier 2024, Cenves est catégorisée commune rurale à habitat dispersé, selon la nouvelle grille communale de densité à sept niveaux définie par l'Insee en 2022.
Elle est située hors unité urbaine. Par ailleurs la commune fait partie de l'aire d'attraction de Mâcon, dont elle est une commune de la couronne,. Cette aire, qui regroupe 105 communes, est catégorisée dans les aires de 50 000 à moins de 200 000 habitants,.

### Occupation des sols
L'occupation des sols de la commune, telle qu'elle ressort de la base de données européenne d’occupation biophysique des sols Corine Land Cover (CLC), est marquée par l'importance des forêts et milieux semi-naturels (60,6 % en 2018), une proportion sensiblement équivalente à celle de 1990 (60,7 %). La répartition détaillée en 2018 est la suivante : 
forêts (60,6 %), prairies (28,1 %), zones agricoles hétérogènes (11,3 %). L'évolution de l’occupation des sols de la commune et de ses infrastructures peut être observée sur les différentes représentations cartographiques du territoire : la carte de Cassini (XVIIIe siècle), la carte d'état-major (1820-1866) et les cartes ou photos aériennes de l'IGN pour la période actuelle (1950 à aujourd'hui).

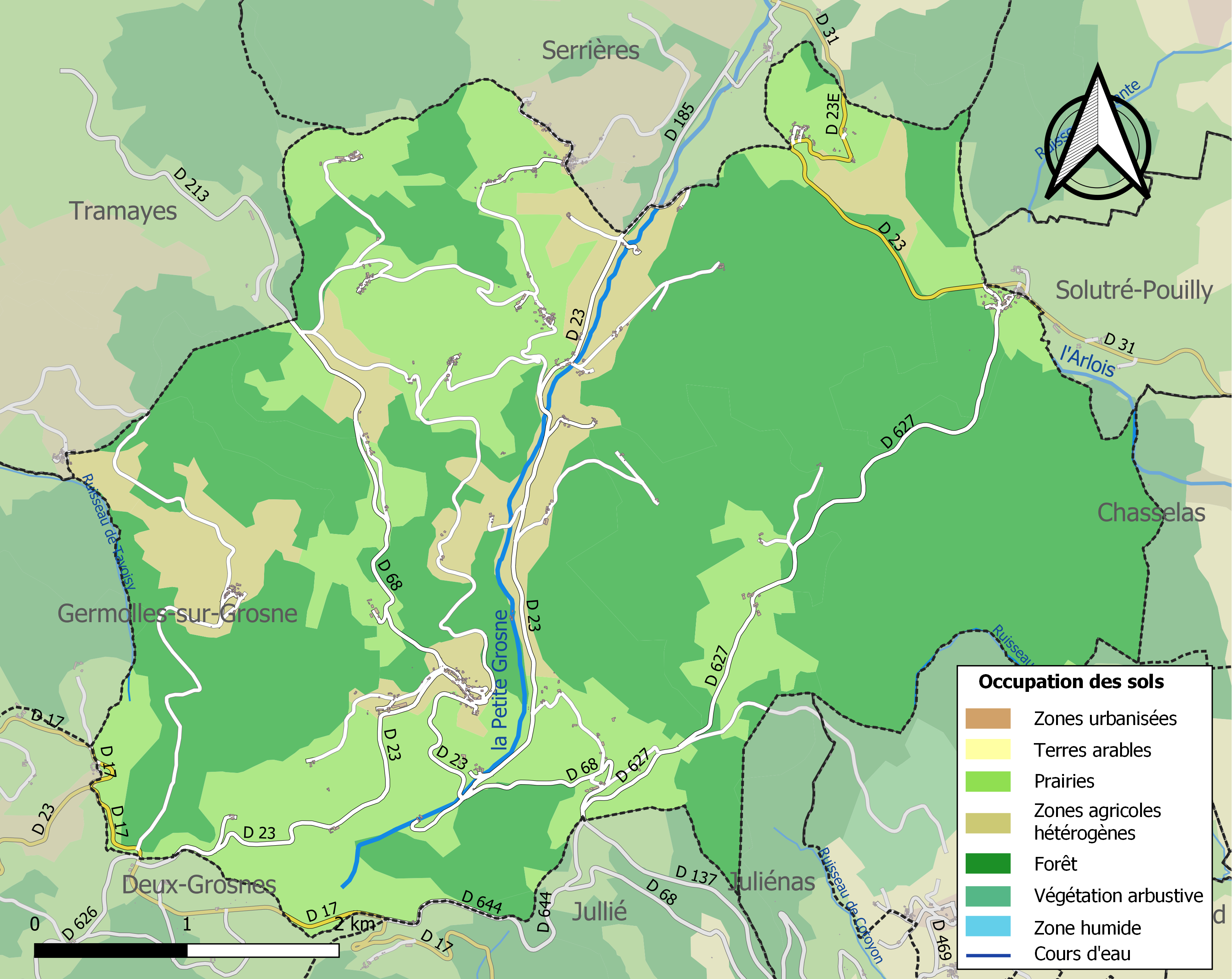
Carte des infrastructures et de l'occupation des sols de la commune en 2018 (CLC).

## Toponymie

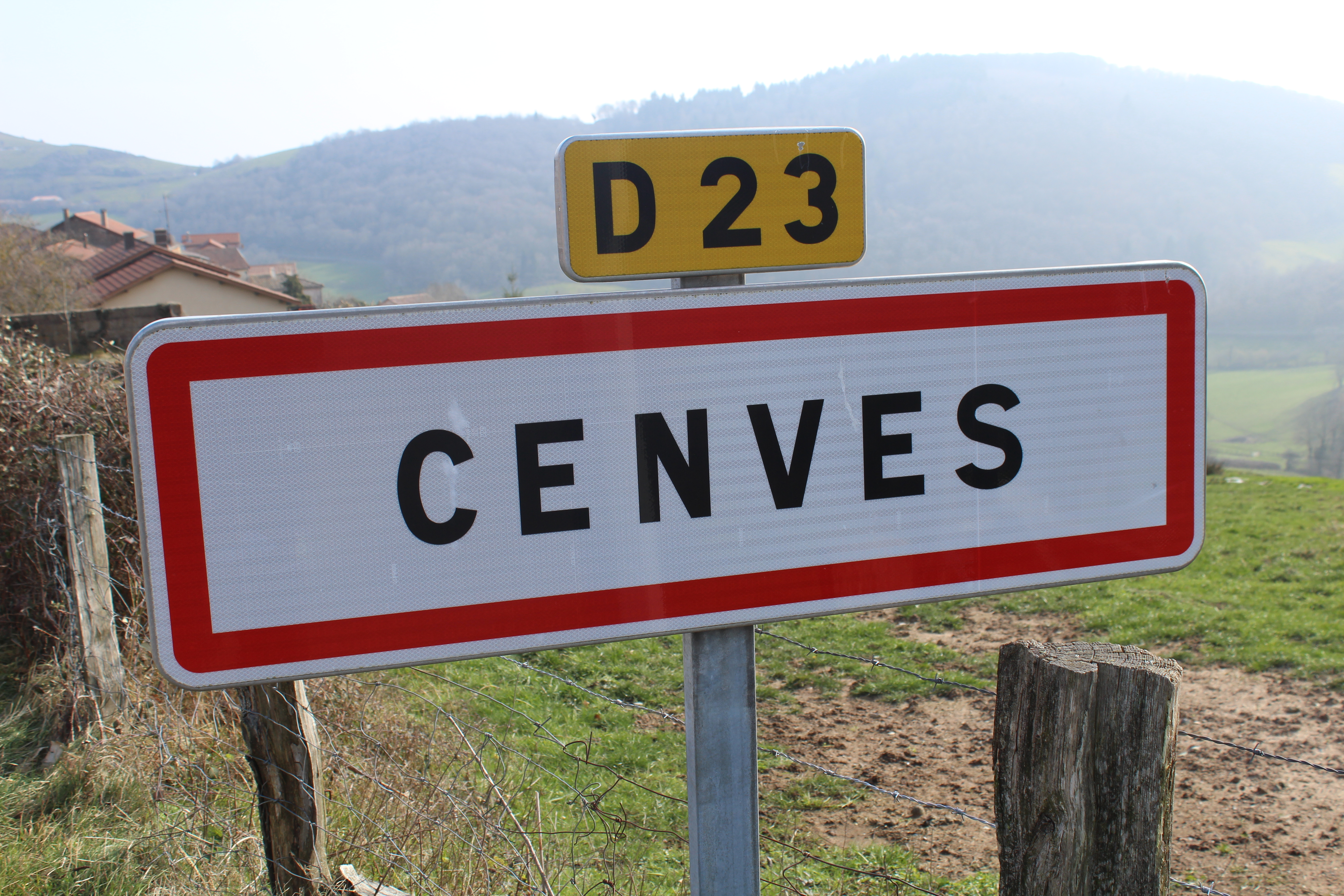
Panneau d'entrée.

Cenves dérive d'un mot gaulois signifiant montagne (comme dans Cévennes).

## Histoire

### Les seigneurs de Cenves
On trouve tour à tour :
- les comtes de Mâcon ;

Armes des Rochebaron.

- une branche de la maison d'Albon, dont Guillaume de Beaujeu (mort en 1406), seigneur de Cenves qui dépendait de la baronnie de Berzé ;
- une branche de la famille Rochebaron, seigneurs de Berzé de 1539 à 1594, puis les ducs d'Aumont-Rochebaron, comtes de Berzé, de 1594 à 1710 ;
- les Michon, seigneurs de Cenves, Berzé, Pierreclos et Milly de 1710 à 1789, à la suite de l'acquisition de la seigneurie aux ducs d'Aumont dont :
  - Aimé Gabriel, qui achète le fief et devient baron de Cenves de 1710 à 1747,
  - Jean-Baptiste, son fils, qui est emprisonné en 1793,
  - Benoît Guillaume, fils du précédent, qui meurt en 1809.

### Autres repères chronologiques
- La première mention écrite de Cenves date de 1031.
- Le 25 avril 1712, le clocher de l'église s'effondre ; il sera reconstruit et une cérémonie de bénédiction sera donnée le 1er mars 1717[12].
- En 1081, la commune est érigée en paroisse par Landric ou Landry de Berzé, évêque de Mâcon.
- En 1816, les terres des anciens seigneurs de Cenves sont rachetées par les habitants.
- En 1877, la commune est scindée en deux paroisses, la seconde étant regroupée autour du hameau de Vieux Château.

Cenves (hameau de La Grange-du-Bois, à 621 mètres d'altitude) disposa durant toute la première moitié du XIXe siècle de l'une des onze stations (ou postes télégraphiques aériens) du télégraphe Chappe implantées en Saône-et-Loire (le long de la ligne Paris-Toulon), installation mise en service en 1807 et qui cessa de fonctionner en 1853, remplacée par la télégraphie électrique.

## Politique et administration

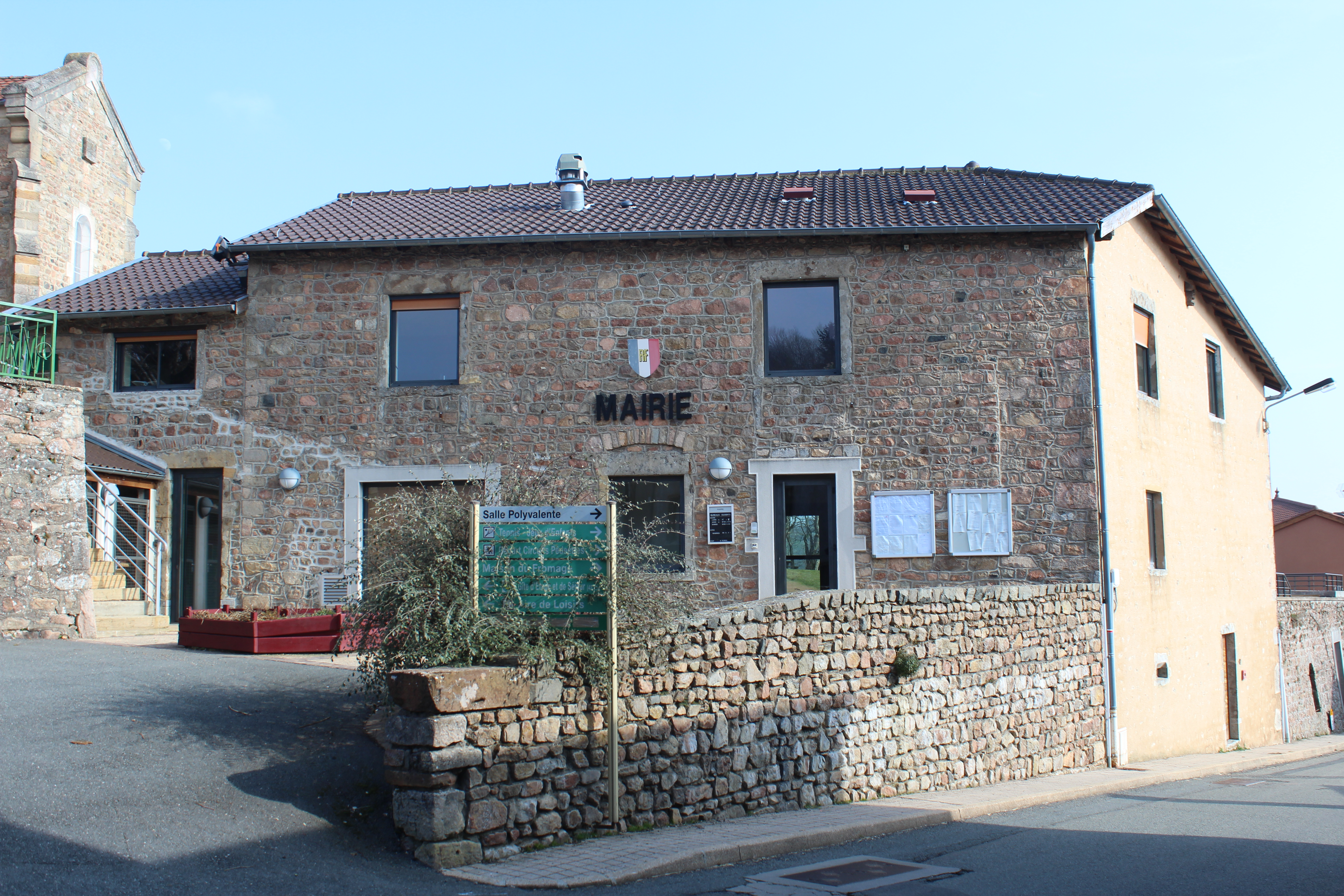
Mairie.

### Administration municipale
| Période                                  | Période   | Identité                 | Étiquette | Qualité |
| ---------------------------------------- | --------- | ------------------------ | --------- | ------- |
| mars 2001                                | mars 2014 | Marcel Guillaumin        |           |         |
| mars 2014                                | mars 2020 | Pierre Tavernier         |           |         |
| mars 2020                                | En cours  | Pierre-Yves Pelle-Boudon |           |         |
| Les données manquantes sont à compléter. |           |                          |           |         |

### Intercommunalité
La commune fait partie de la communauté de communes Saône Beaujolais.

## Population et société

### Démographie
L'évolution du nombre d'habitants est connue à travers les recensements de la population effectués dans la commune depuis 1793. Pour les communes de moins de 10 000 habitants, une enquête de recensement portant sur toute la population est réalisée tous les cinq ans, les populations de référence des années intermédiaires étant quant à elles estimées par interpolation ou extrapolation. Pour la commune, le premier recensement exhaustif entrant dans le cadre du nouveau dispositif a été réalisé en 2008.

En 2022, la commune comptait 393 habitants, en évolution de −1,5 % par rapport à 2016 (Rhône : +3,93 %, France hors Mayotte : +2,11 %).
| 1793  | 1800  | 1806  | 1821  | 1831  | 1836  | 1841  | 1846  | 1851  |
| ----- | ----- | ----- | ----- | ----- | ----- | ----- | ----- | ----- |
| 1 080 | 1 036 | 1 151 | 1 225 | 1 370 | 1 440 | 1 446 | 1 505 | 1 479 |

| 1856  | 1861  | 1866  | 1872  | 1876  | 1881  | 1886  | 1891  | 1896 |
| ----- | ----- | ----- | ----- | ----- | ----- | ----- | ----- | ---- |
| 1 428 | 1 294 | 1 229 | 1 114 | 1 117 | 1 059 | 1 048 | 1 042 | 957  |

| 1901 | 1906 | 1911 | 1921 | 1926 | 1931 | 1936 | 1946 | 1954 |
| ---- | ---- | ---- | ---- | ---- | ---- | ---- | ---- | ---- |
| 887  | 801  | 721  | 611  | 603  | 572  | 503  | 430  | 372  |

| 1962 | 1968 | 1975 | 1982 | 1990 | 1999 | 2006 | 2008 | 2013 |
| ---- | ---- | ---- | ---- | ---- | ---- | ---- | ---- | ---- |
| 320  | 279  | 283  | 308  | 319  | 328  | 380  | 396  | 407  |

| 2018 | 2022 | - | - | - | - | - | - | - |
| ---- | ---- | - | - | - | - | - | - | - |
| 383  | 393  | - | - | - | - | - | - | - |

### Vie scolaire
Cenves est en regroupement pédagogique avec le village de Serrières, en Saône-et-Loire. Les cycles 1 et 3 se trouvent à Cenves et le cycle 2 à Serrières.

## Lieux et monuments
- Cenves était la première étape du chemin de Saint-Jacques-de-Compostelle qui partait de Cluny et rejoignait Le Puy-en-Velay. Aujourd'hui, le GR 7, qui suit approximativement cet itinéraire, passe à l'ouest de la commune.
- Le prieuré de la Grange-du-Bois, fondé vers 1145 par Geoffroy, seigneur de Joinville. L'édifice consiste en un long bâtiment de plan rectangulaire, avec, à l'est, un clocher latéral de plan carré, mince et étroit[18].
- L'église du XIXe siècle a remplacé une église gothique, elle-même ayant succédé à un édifice du XIe siècle.
- Au bourg : calvaire portant la date de 1826 et sorti de l'atelier du tailleur de pierre Jean Bare de Chaintré[19].

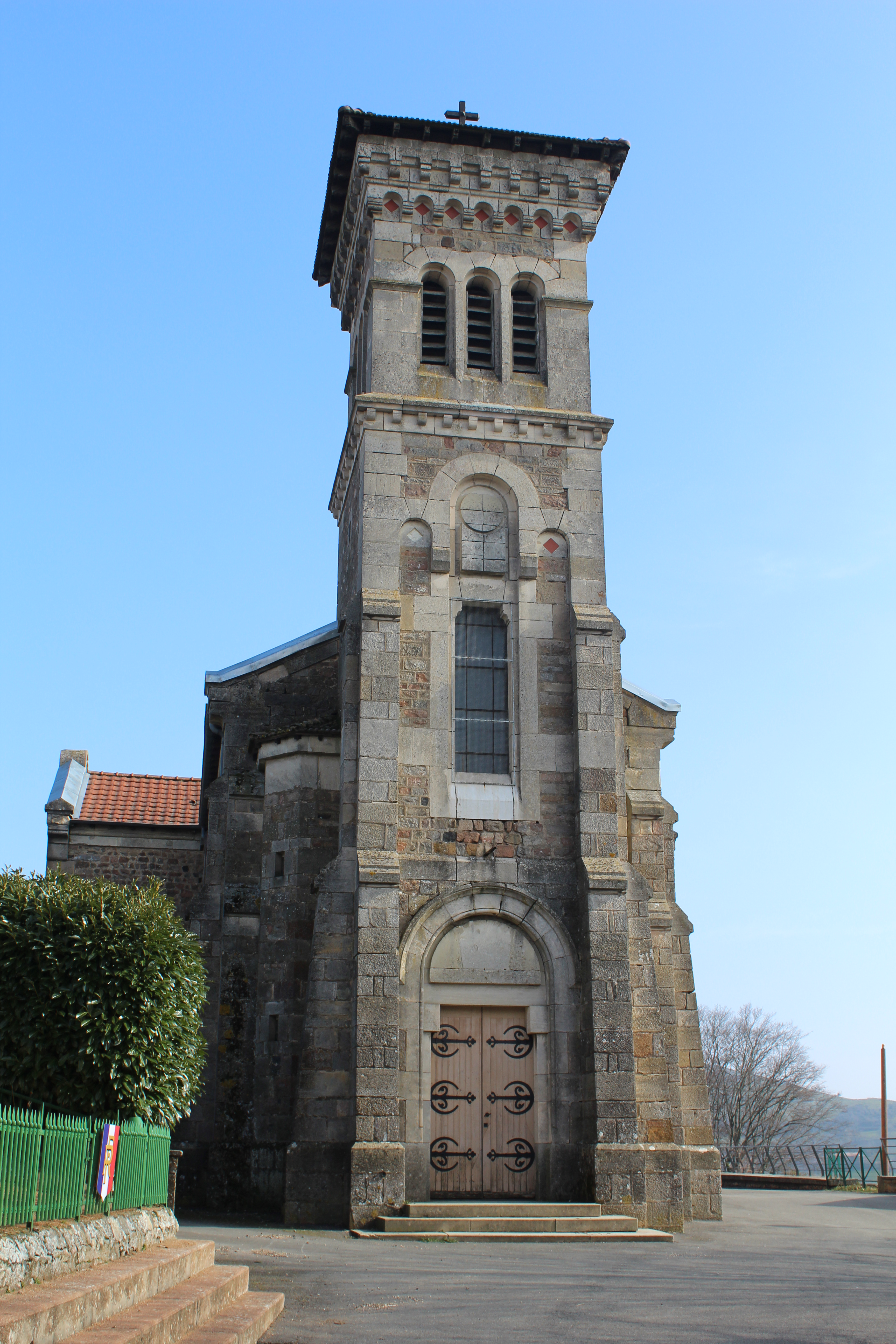
L'église Sainte-Foy.
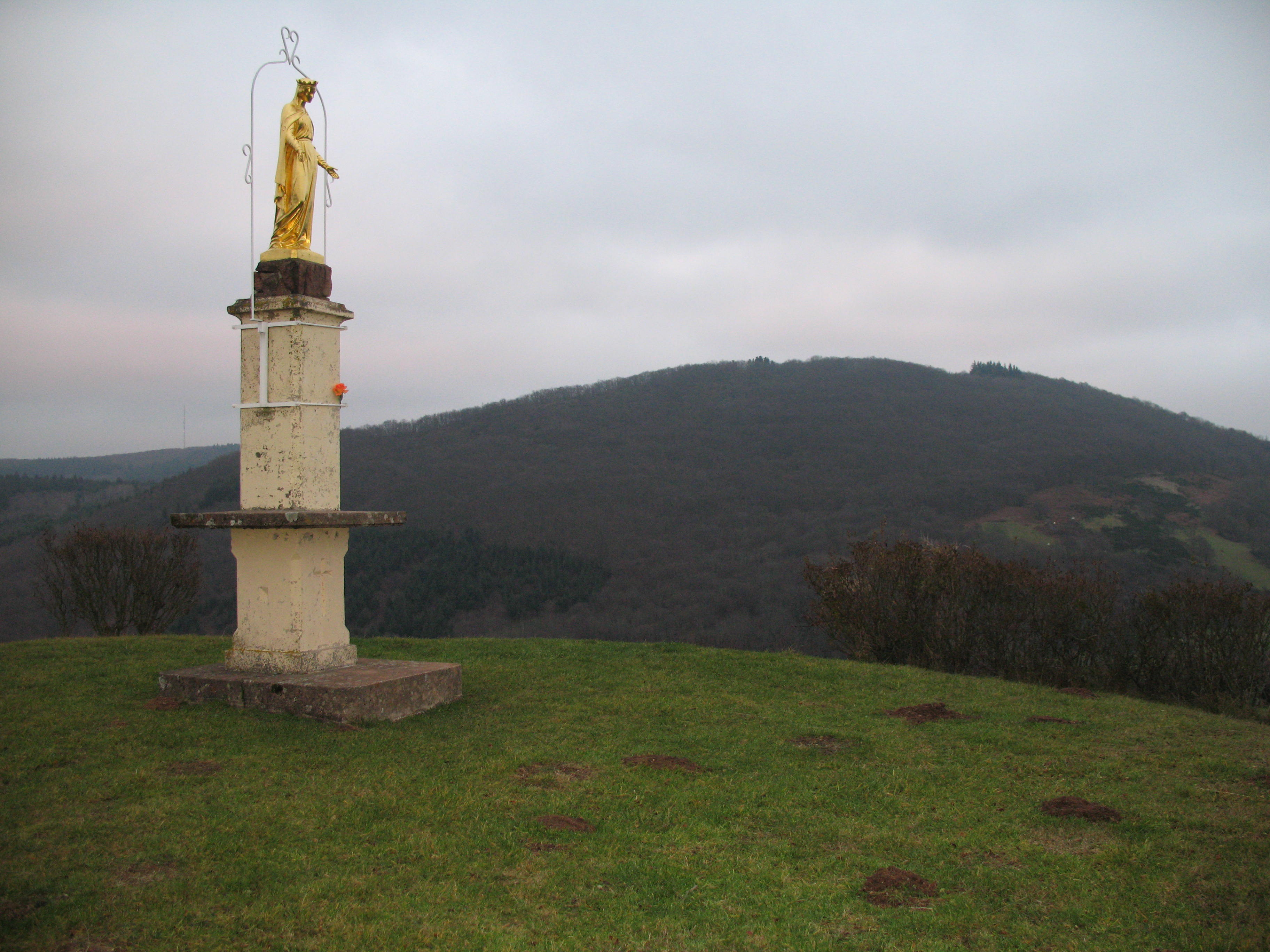
La Madone.
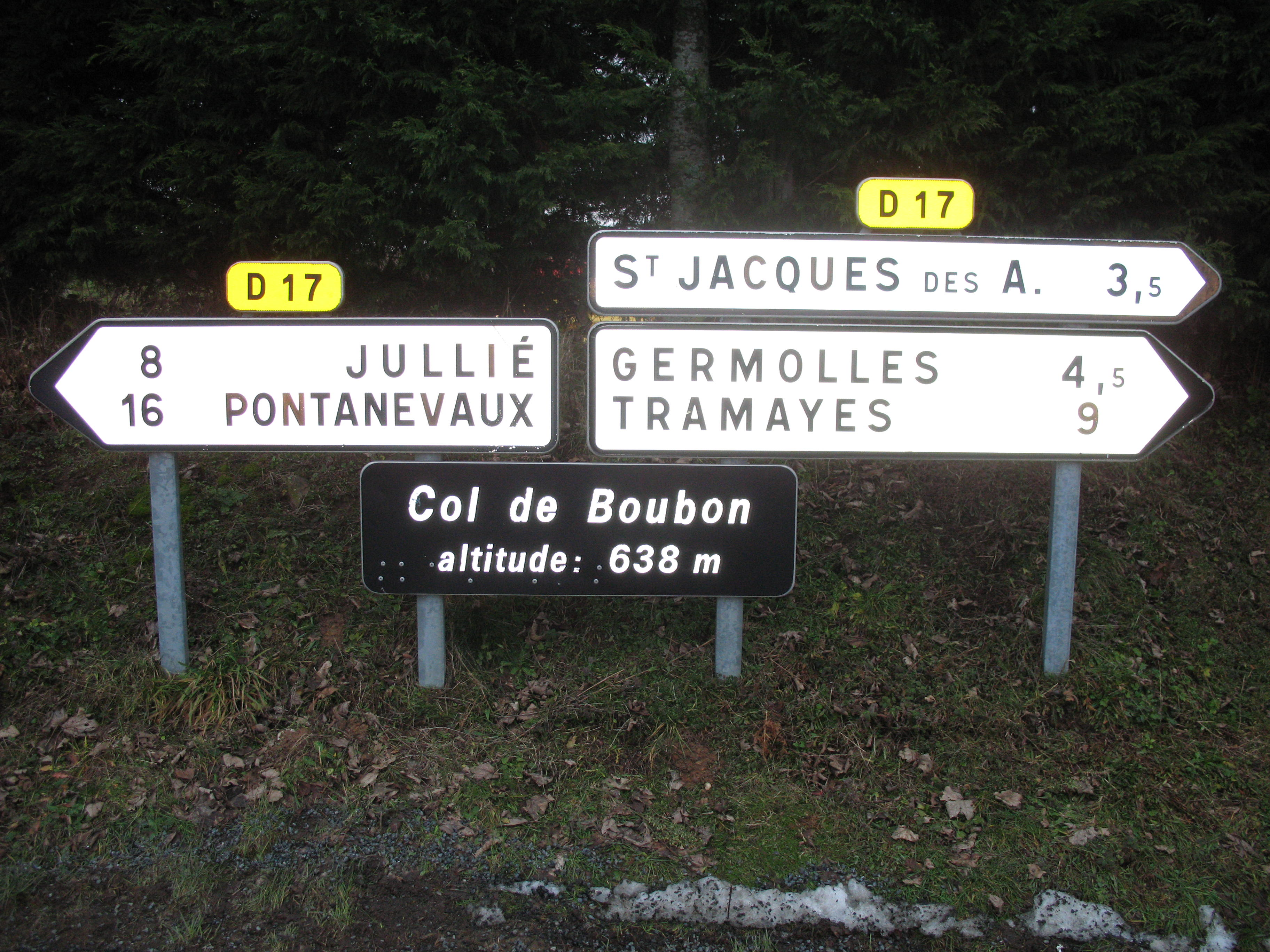
Le col de Boubon.